# Gefecht bei Frohnhofen
Dermbach/Rossdorf/Zella/Wiesenthal – Kissingen/Hammelburg – Laufach/Frohnhofen – Aschaffenburg – Hundheim – Tauberbischofsheim – Werbach – Helmstadt/Uettingen – Gerchsheim – Uettingen/Roßbrunn/Hettstadt
Das Gefecht bei Frohnhofen oder Gefecht bei Laufach fand am 13. Juli 1866 im Rahmen des Mainfeldzuges der Preußischen Armee im Deutschen Krieg statt. In einem mehrstündigen Gefecht schlug die preußische 26. Infanteriebrigade Angriffe der 3. (hessischen) Division des VIII. Korps der Bundesarmee zurück, wobei die Hessen hohe Verluste erlitten. Sie sicherte damit die Spessartübergänge und schuf günstige Voraussetzungen für die am nächsten Tag um den Mainübergang geführte Schlacht bei Aschaffenburg.

## Vorgeschichte
Im Kontext der Kampfhandlungen im Deutschen Krieg von 1866 stellte Mitteldeutschland einen Nebenkriegsschauplatz dar. Ihre Hauptkräfte konzentrierte die Preußische Armee von Anfang an gegen die österreichische Armee in Böhmen und Mähren. Demgegenüber setzte man gegen die west- und süddeutschen Verbündeten Österreichs lediglich eine 50.000 Mann starke Armee unter General von Falckenstein ein, die im Wesentlichen aus vier Divisionen bestand. Die diesem Verband gegenüberstehenden Bundesstreitkräfte hätten theoretisch aus 120.000 Soldaten in vier Korps bestehen sollen. Durch deren langsame Mobilmachung und weit voneinander entfernte Aufstellung gelang es den offensiv operierenden preußischen Truppen allerdings die Versammlung von Bundestruppen nördlich der Mittelgebirgszone zu verhindern. Aufgestellt wurde lediglich das von der bayerischen Armee gestellte VII. Bundeskorps und das VIII. Bundeskorps aus badischen, hessischen, nassauischen, österreichischen und württembergischen Truppen. Auf dem Papier waren die Korps 46.000 beziehungsweise 40.000 Mann stark.
Am 1. Juli leitete die noch etwa 43.000 Mann starke preußische Armee unter Falckenstein ihre Operation gegen diese beiden Truppenkörper ein. Sie waren von Schweinfurt beziehungsweise Frankfurt am Main aus nach Norden marschiert um sich dort zu gemeinsamen Operationen mit den hannoveranischen Truppen zu vereinigen. Nach dem Gefecht bei Dermbach zogen sich die Bayern zurück und wurden in Gefechten bei Hammelburg und Kissingen am 10. Juli nach Südosten abgedrängt. Falckenstein dirigierte seine Truppen nun nach Westen gegen das VIII. Korps, da die Kriegsentscheidung inzwischen bei Königgrätz gefallen war und nunmehr in Berlin die Besetzung der deutschen Kleinstaaten in Hinblick auf die kommenden Friedensverhandlungen als vorteilhafter betrachtet wurde, als ein Gefecht gegen das bayerische Korps; zumal sich dieses, wie ein Vorstoß des Manteuffelschen Korps zeigte, in eine starke Stellung um Schweinfurt zurückgezogen hatte.
Das VIII. Korps war nach der bayerischen Niederlage bei Dermbach von Fulda, wo man mit dem VII. (bayerischen) Korps zusammentreffen wollte, nach Frankfurt zurückmarschiert und zog nun weiter nach Süden um doch noch Verbindung zum VII. (bayerischen) Korps herzustellen. Zur Sicherung der Mainübergänge wurde am 12. Juli die etwa 9.000 Mann starke 3. (hessische) Division im Eisenbahntransport nach Aschaffenburg ausgesandt und ihr später noch eine österreichische Brigade und Artillerie nachgeschickt. Kampferfahrung fehlte den hessischen Truppen bisher. Sie erhielt Befehl, sich nicht auf schwerwiegende Gefechte einzulassen bis Verstärkungen einsatzbereit wären. Die hessische Division befahl am 13. Juli daher lediglich einer Brigade unter General Frey die Spessartübergänge bei Hain und Waldaschaff aufzuklären.
Von Lohr aus marschierte ihr die preußische 13. Division in zwei getrennten Brigade-Kolonnen über Waldaschaff und Laufach entgegen. Die 13. Division unter Generalleutnant von Goeben war zu diesem Zeitpunkt mit den zugeteilten Verstärkungen etwa 15.000 Mann stark, ihre beiden Brigaden waren noch je etwa 6.000 Mann stark. Sie hatte bereits in Dermbach im Schwerpunkt der Kämpfe gestanden und bei Kissingen schwere Verluste erlitten. Seitdem hatte sie in schwüler Hitze in zwei Marschtagen über 50 km nach Lohr zurückgelegt. Am 13. Juli war sie um 4 Uhr früh aufgebrochen und hatte erneut 25 km durch gebirgiges Gelände zurückzulegen. Die Anstrengungen des Marsches forderten dabei, ebenso wie bei den hessischen Truppen, neben einer großen Zahl Marschkranker auch einige Tote durch Hitzschlag.

## Verlauf
Der hessische Generalmajor Frey hatte, nachdem seine Brigade gegen 12 Uhr in Weiberhof eingetroffen war, je 1 Bataillon mit Kavallerie die Täler der Aschaff und Laufach hinauf gesandt. Das an der Laufach nach Hain aufklärende Bataillon hatte er ferner mit 2 Geschützen verstärkt. Kavallerie und Plänkler beider Gruppen stießen gegen 2:30 Uhr auf die Spitzen der beiden marschierenden preußischen Brigaden. Nach einem kurzen Kavalleriegefecht mit den preußischen Husaren an der Spitze der Marschkolonne unter den Augen General von Goebens wurde die im Laufach-Tal eingesetzte Abteilung von dem an der Spitze der Infanterie marschierenden preußischen Füsilier-Bataillon auf Laufach zurückgedrängt. Dort lieferte das in Stellung gegangene Infanterie-Bataillon ein kurzes Feuergefecht und zog sich unter stetigem, aber unwirksamen Beschuss, teils gedeckt durch die beiden Geschütze gegen 4:30 Uhr ebenfalls zurück, während ihnen das preußische Spitzenbataillon bis Frohnhofen folgte. Gegen 5 Uhr befanden sich die beiden hessischen Aufklärungs-Abteilungen wieder in Weiberhof und bezogen dort Vorpostenlinien gegen Frohnhofen und – entlang des Damms der Bahnstrecke Würzburg–Aschaffenburg – gegen die bis Schmerlenbach, Unterbessenbach und Steiger vorgedrungene 25. Brigade unter General von Kummer.
Die beiden Infanterie-Brigaden der 13. Division gingen daraufhin zur Ruhe über. Während die 25. Brigade unter Generalmajor Kummer tatsächlich nicht mehr in Kampfhandlungen verwickelt wurde, sah sich die 26. Brigade unter Wrangel wiederholten hessischen Angriffe ausgesetzt. Grund dafür waren falsche Informationen über den Zustand der preußischen Truppen, die den hessischen Divisionskommandeur Generalleutnant von Perglas veranlassten, seinen Truppen Angriffsbefehle zu geben. Dabei standen auf der hessischen Seite die Brigade Frey mit 2 Regimentern zu je 2 Bataillonen, einer Eskadron Kavallerie und 6 Geschützen, sowie die Brigade von Karl August von Stockhausen mit 2 Regimentern zu je 2 Bataillonen, der preußischen Brigade Wrangels aus 2 Regimentern zu 3 Bataillonen, einem Füsilier-Bataillon, 2 Eskadronen Husaren und 12 Geschützen gegenüber. Freys Brigade stand zu Beginn der Kampfhandlungen bei Weiberhof, Stockhausens Brigade befand sich erst im Anmarsch. Die hessischen Generäle erwarteten lediglich schwache feindliche Kräfte und gingen entsprechend vor. Wrangels Brigade lag bei Laufach im Feldlager und hatte ursprünglich lediglich das Füsilier-Bataillon 55 in eine Vorpostenstellung am westlichen Ortsrand von Frohnhofen vorgeschoben, wo es das etwa 500 m breite Tal und die flachen nördlichen Hänge sicherte.
Eingeleitet wurde das Gefecht durch Freys bisher in Reserve gehaltenes 1. Regiment etwa um 6:30 Uhr. Vorteilhaft für die Preußen wirkte sich dabei aus, dass zum Zeitpunkt des Angriffs gerade das auf Vorposten befindliche Füsilier-Bataillon 55 durch das Füsilier-Bataillon 15 und eine Eskadron Husaren abgelöst wurde und damit die Vorpostenlinie vom Waldsaum des Bischlingsbergs bis zum Wäldchen südlich Frohnhofen praktisch doppelt besetzt waren. Der durch die zwei Bataillone des Regiments im Tal auf Frohnhofen, sowie über die Felder nordwestlich davon gegen den Hohlweg nördlich Frohnhofen, vorgetragene Angriff, stieß damit auf einen ungefähr gleich starken Verteidiger und wurde abgeschlagen. Auch dichte Schützenlinien und die Unterstützung durch die auf einer Höhe nordöstlich Weiberhof aufgefahrenen Batterie der Brigade konnte die Feuerüberlegenheit der preußischen Zündnadelgewehre nicht ausgleichen, zumal die Preußische Infanterie in Frohnhofen kaum auszumachen war und eigene Infanterie das Ziel für die Artillerie bald verdeckte. Die hessischen Infanteristen gingen über offenes, wenn auch welliges und mit hochgewachsenen Getreide bestandenes Gelände vor. Einem zweiten Angriff derselben Truppen gelang es ebenfalls nicht, in den Ort einzudringen. Frey zog daraufhin das geschlagene Regiment, das knapp 100 Mann Verluste gehabt hatte, aus der Schlacht. Auch die vier vorgezogenen Geschütze nordöstlich Weiberhof räumten bald das Feld und zogen sich auf den Geißenberg zurück, da sie von preußischen Schützen bedroht wurden, die den Hessen zögernd folgten.

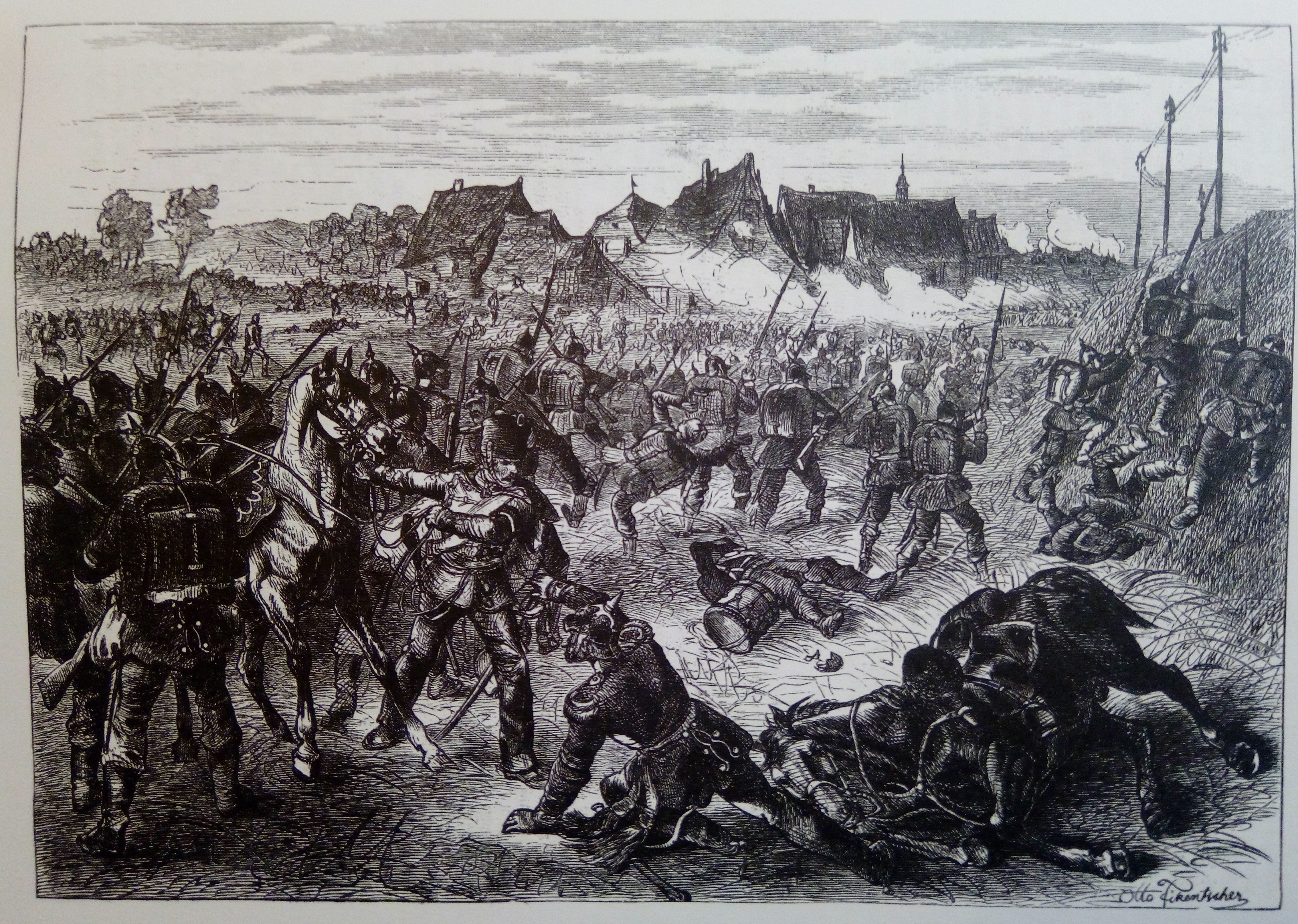
Angriff der Hessen auf Frohnhofen, Illustration: Illustrirte Kriegschronik – Gedenkbuch an den Feldzug von 1866 in Deutschland und Italien

Daraufhin ging gegen 7 Uhr die Brigade Stockhausen in voller Stärke tief gestaffelt entlang der Chaussee gegen Frohnhofen vor. Inzwischen hatte aber Wrangel die am Westrand von Laufach lagernden, verbliebenen zwei Bataillone des Regiments Nr. 15 hinter die Flügel der Vorpostenstellung vorgeschoben. Abermals wurde der Angriff durch das preußische Feuer aufgehalten. Mehrere aus einer tiefen Senke vor der preußischen Front vorgetragene Angriffe wurden zusammengeschossen. In der Senke sammelten sich Verwundete und Sterbende. Nördlich davon gelang es dem im zweiten Treffen aufmarschierten 4. Regiment, das dazu nach links ausschwenkte, einen kleinen Einbruch in Frohnhofen bei der Kegelbahn zu erzielen. Die eingebrochenen Angreifer gerieten damit nicht nur in das Nahfeuer der Verteidiger im Ort, sondern wurden auch von Norden und Süden durch vorrückende Schützenlinien, sowie von zwei nord- und südwestlich Wendelstein auf den Höhen aufgefahrene Batterien beschossen. Die bei Wendelstein bereitgestellte preußische Reserve, bestehend aus den beiden verbliebenen Bataillonen des Regiments Nr. 55, ging daraufhin zum Gegenangriff über und drängten die sich an der Kegelbahn des Gasthauses anklammernden Hessen nach kurzem Nahkampf aus Frohnhofen, noch bevor das 2. Treffen des 4. (hessischen) Regiments zur Verstärkung herankommen konnte. Die hinter der angreifenden hessischen Brigade aufgestellten zwei Eskadronen Kavallerie kamen nicht zum Einsatz und gingen mit der Infanterie zurück. Die preußischen Schützen und eine Eskadron Husaren verfolgten die hessischen Truppen anschließend vorsichtig nach Weiberhof, bis sie von den zwei verbliebenen Bataillonen Freys vom Geißenberg und Weiberhof aus beschossen wurden. Sie vertrieben durch ihr Feuer die Batterie auf dem Geißenberg und eroberten nach dem Abzug der hessischen Nachhut gegen 8 Uhr das in Weiberhof zurückgelassene Marschgepäck. Die hessischen Verluste vor Frohnhofen waren bedeutend. 175 Tote und 394 Verwundete forderte das Feuer der preußischen Zündnadelgewehre, während die hauptsächlich aus gedeckten Stellungen kämpfenden Preußen lediglich 65 Tote und Verwundete erlitten. Hinzu kommen 124 gefangene hessische Soldaten.

## Folgen

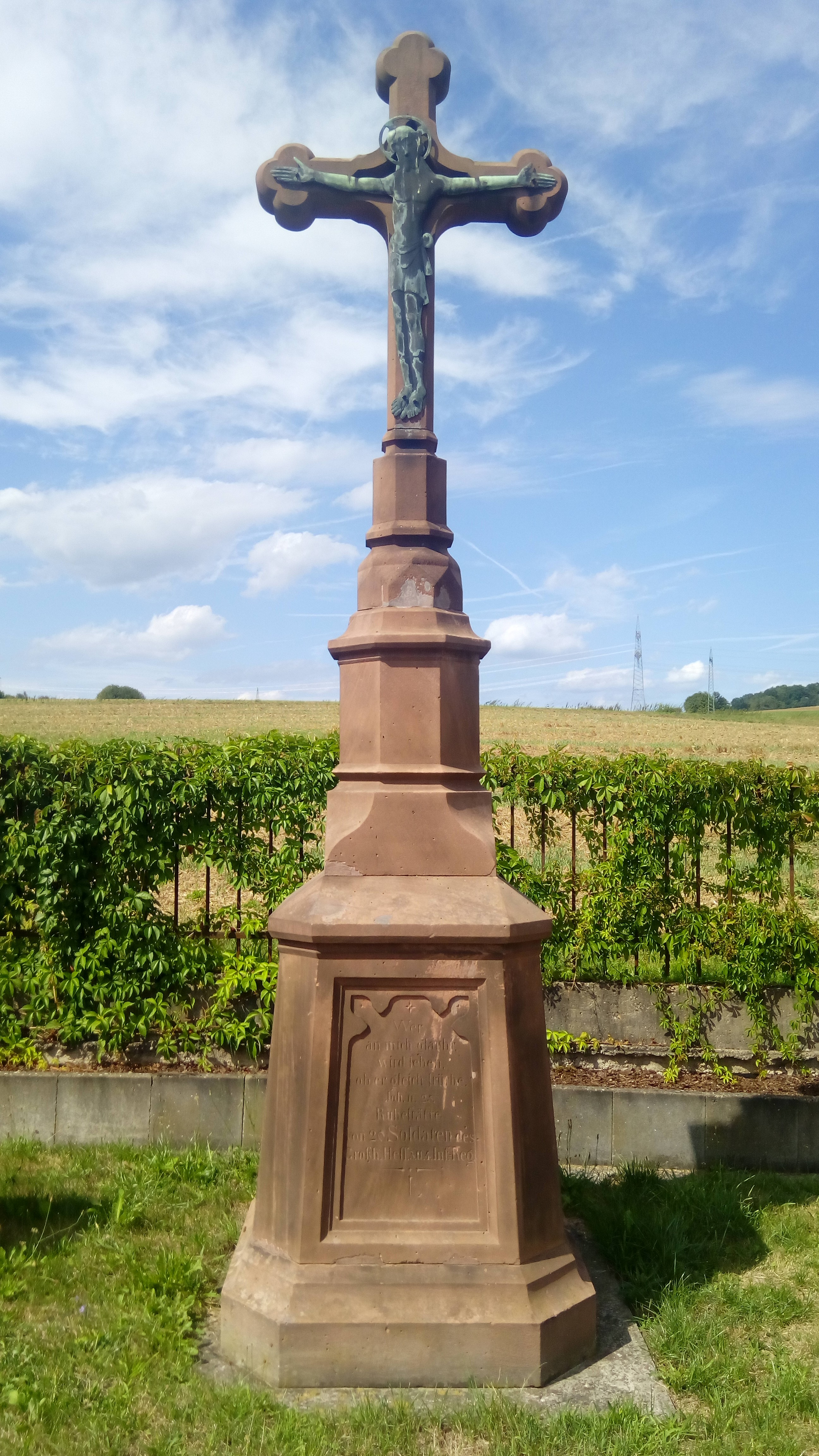
Grabstätte und Denkmal für Angehörige des 3. und 4. Großherzoglich-Hessischen Infanterieregiments

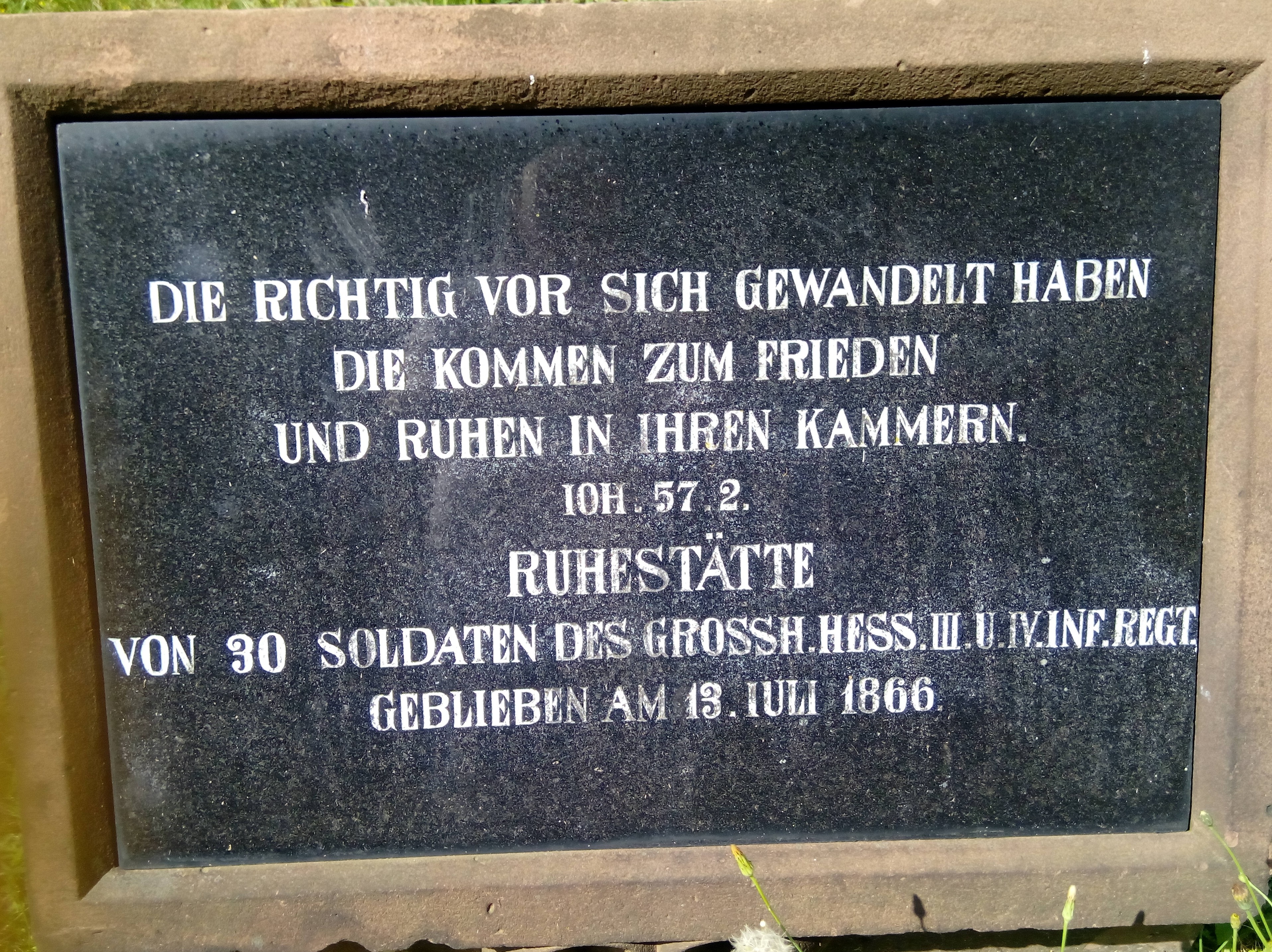
Massengrab hessischer Soldaten

Durch die Vertreibung der hessischen Truppen aus der Enge bei Weiberhof waren günstige Bedingungen für die Vereinigung der preußischen Marschkolonnen geschaffen, ferner hatte das bis in den späten Abend geführte Gefecht der hessischen Division schwere Verluste beigebracht. Die hessischen Regimenter zogen sich nach Aschaffenburg zurück, wo für ihre Unterbringung nicht vorgesorgt worden war. Somit traten sie am nächsten Tag, an dem sie zusammen mit einer österreichischen Brigade in der Schlacht bei Aschaffenburg vergeblich versuchten, der 13. Division den Übergang über den Main zu verwehren, noch unter dem Eindruck der vortäglichen Niederlage ins Gefecht. Mit dem Überschreiten des Mains stand den Operationen der preußischen Truppen gegen das VIII. Bundeskorps kein größeres Geländehindernis mehr entgegen. Den Preußen stand der Weg nach Frankfurt und Darmstadt frei. Der hessische Großherzog Ludwig und seine Regierung flüchteten nach Worms und/oder München.
Frohnhofen selbst glich über Tage einem Lazarett. Eine Gruppe von Ärzten und Pflegern des hessischen Feldhospitals, die später die Versorgung der Verwundeten übernahm, fand sie in ungünstigen hygienischen Umständen nur notdürftig versorgt. Die Betreuung der zum Teil schwer Verwundeten war der örtlichen Bevölkerung aufgetragen worden. Ein Abtransport der gefallenen hessischen Soldaten war aufgrund der sommerlichen Temperaturen und des damit verbundenen raschen Verwesungsprozesses der Leichen nicht möglich, weshalb unmittelbar neben der Kegelbahn Massengräber ausgehoben wurden. Nach dem Ende des Krieges wurden hier von Seiten des Großherzogtums Hessen Gedenksteine für die Gefallenen errichtet.
Personelle Konsequenzen beim hessischen Militär
Gegen eine Anzahl hessischer Offiziere wurde im Zusammenhang mit deren Verhalten im Gefecht von Frohnhofen eine Untersuchung eingeleitet.
Der hessische General von Stockhausen, hat sich im Zuge der dem militärischen Desaster folgenden Untersuchung am 9. Dezember 1866 selbst erschossen. Generalleutnant Carl Freiherr Pergler von Perglas wurde am 11. August als Kommandeur der hessischen Division abberufen, wobei dies offiziell aus gesundheitlichen Gründen erfolgte. Allerdings wurde der General für die Niederlage bei Frohnhofen verantwortlich gemacht, da er entgegen dem Befehl des Korpskommandanten einen Angriff befohlen hatte und nach Erteilung dieses Befehls auch noch den Kampfplatz verließ. Der hessische Kriegsminister Friedrich von Wachter bat am 6. Dezember 1866 um seine Beurlaubung, die dann zu seiner Ablösung führte.

## Das Schlachtfeld heute

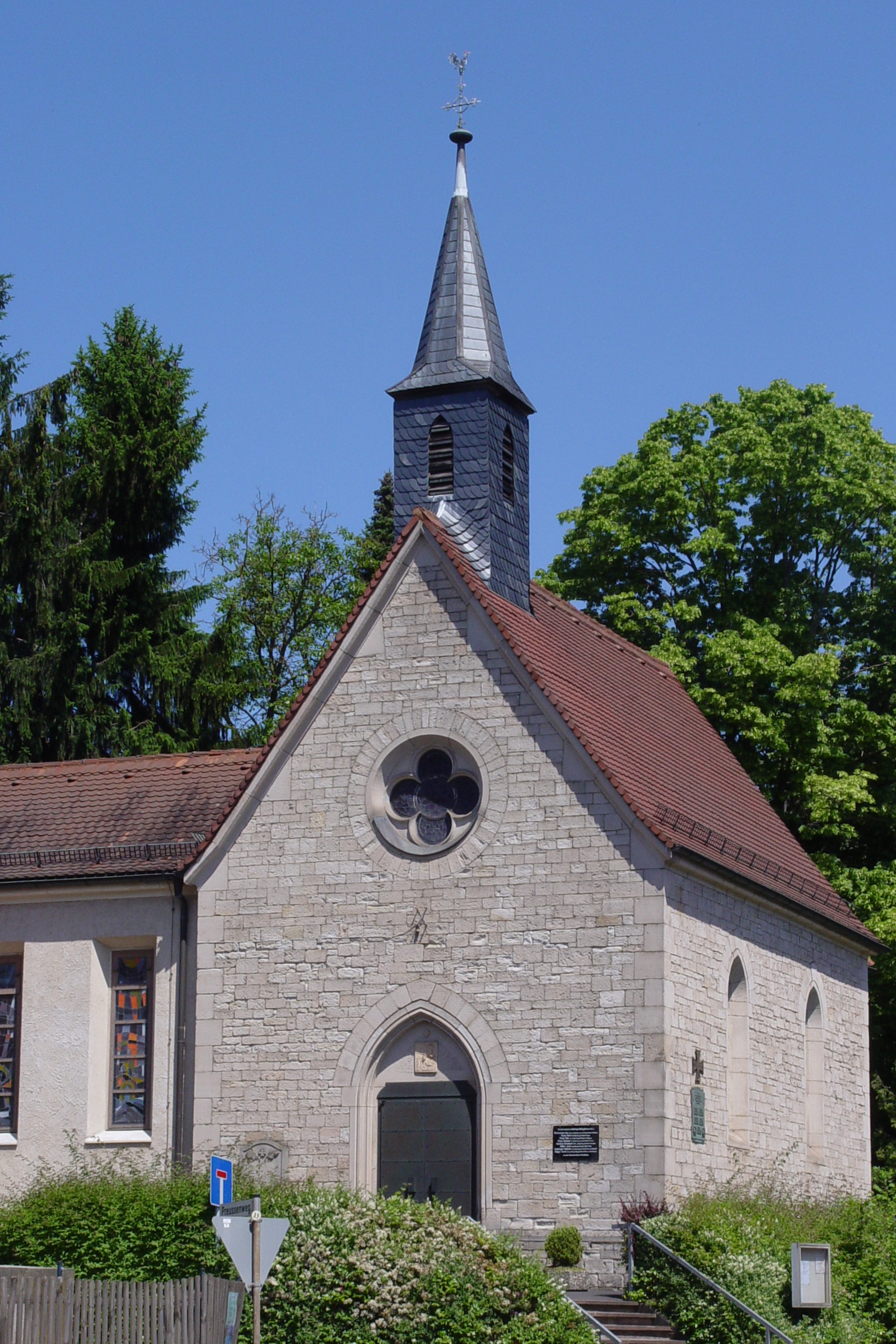
Herz Jesu Kapelle in Frohnhofen

Die Spuren des Kampfes waren in Frohnhofen lange erkennbar. Zahlreiche Häuser des Ortes wiesen Einschusslöcher an den Mauern auf, die alte Kegelbahn war nach der Schlacht nicht mehr benutzbar und dem Verfall ausgesetzt. Heute, 150 Jahre später, sind die Spuren des Kampfes kaum noch zu erahnen. Von der Kegelbahn stehen nur noch überwachsene Reste der Grundmauern. Die alten Gehöfte wurden im Laufe der Zeit abgerissen und durch Neubauten ersetzt. Was bleibt sind die Grabdenkmäler für die gefallenen hessischen Soldaten, sie befinden sich heute auf dem Friedhof des Dorfes Frohnhofen. Für die fünf gefallenen Preußen wurde eine Gedenktafel an der Herz Jesu-Kapelle des Ortes angebracht.
Das Wirtshaus der Kegelbahn ist heute die Gaststätte „Zum alten Brauhaus“ mit dekorativen rot-weißen Fensterläden, in dem sich ein Hinweis auf das Schlachtgeschehen befindet: Wenn man das Gebäude betritt, dann erblickt man über dem Tresen drei in den Putz der Wand eingearbeitete Kegel mit einer Kugel. Darunter ist die Scheide eines Säbels befestigt.